# Riccardo Annibaldi

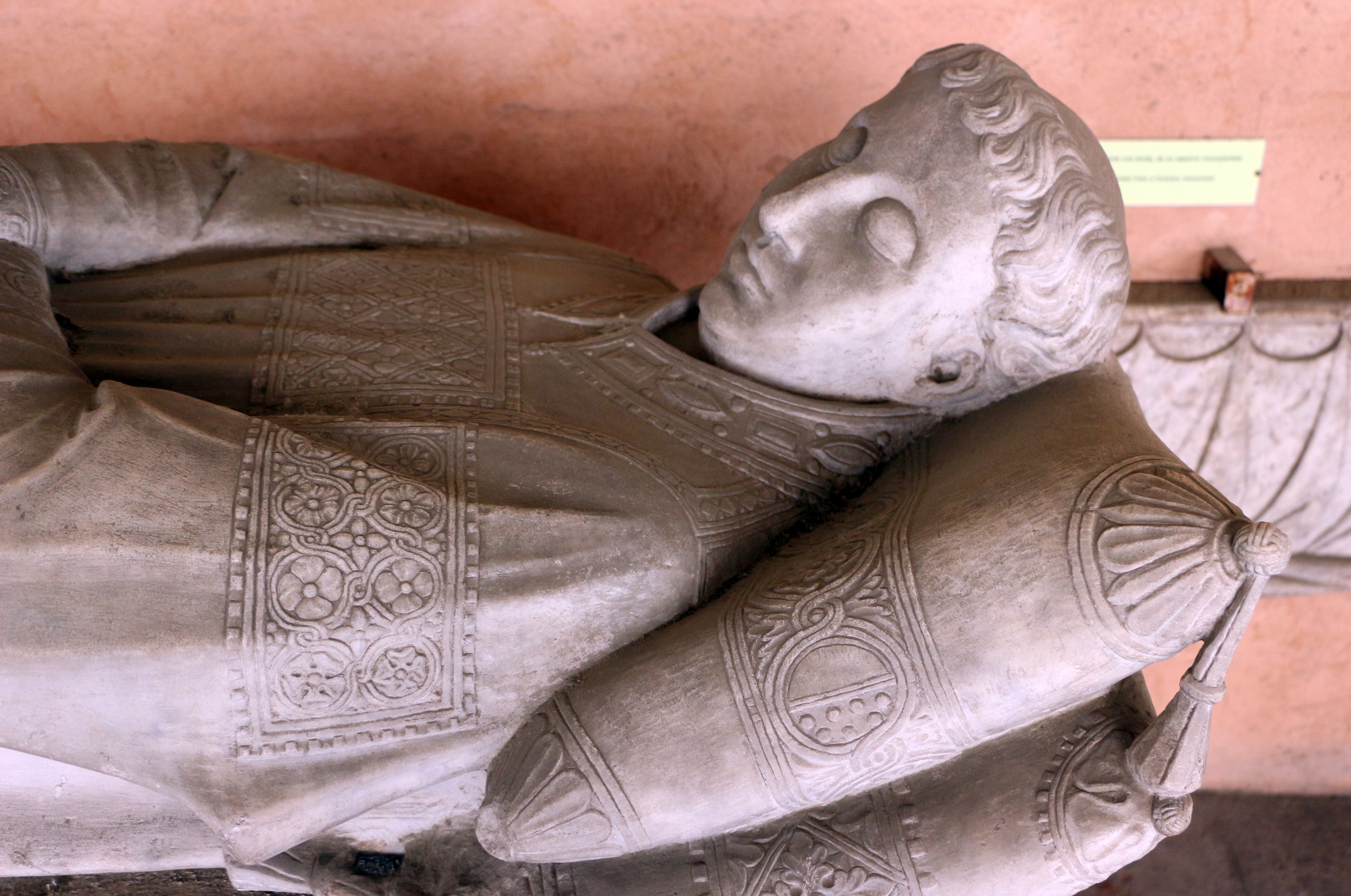
Riccardo Annibaldi

Riccardo Annibaldi (Rome, 1200/1210 – aldaar, 4 september 1276) was een Italiaans kardinaal.
Riccardo Annibaldi was de zoon van Pietro Annibaldi en een niet nader genoemde zus van paus Innocentius III. De familie Annibaldi was in de 13e eeuw een invloedrijke familie, die de bescherming genoot van verschillende pausen. Deze pausen hadden (in)direct banden met de familie: Innocentius III en de neven Gregorius IX en Alexander IV. Over Riccardo’s vroege leven is weinig bekend. Tijdens het consistorie van 1237 werd hij door paus Gregorius IX verheven tot kardinaal-diaken van Sant'Angelo in Pescheria.
Vanaf 1239 tot aan 1249 werd Riccardo door de paus aangesteld als gouverneur van de Campagna en Marittima. Vanaf 1244 was hij ook (samen met de kardinalen Stefano de Normandis dei Conti en Gil Torres) de feitelijke bestuurder van Rome, daar paus Innocentius IV uit veiligheidsoverwegingen gevlucht was naar Lyon. Deze vlucht kwam voort uit het conflict tussen de Heilige Stoel en de geëxcommuniceerde keizer Frederik II. 
Tijdens de pontificaten van de Franse pausen Urbanus IV en Clemens IV sympathiseerde Riccardo met het huis Anjou. Hij steunde dan ook de claim van Karel van Anjou op het koninkrijk Sicilië. Later veranderde hij zijn standpunt echter en koos hij de zijde van de keizer van het Heilige Roomse Rijk. Riccardo’s sympathie voor de Franse zaak in Italië zou onder andere bijgedragen hebben tot de Babylonische ballingschap der pausen (1309-1377).
Met uitzondering van het eerste conclaaf in 1276 nam Riccardo deel aan zes pausverkiezingen en de twee andere conclaven van 1276. Bij de pausverkiezingen van Urbanus IV (1261), Clemens IV (1264-1265) en Gregorius X (1268-1271) was Riccardo een van de kardinalen die aangesteld werd om de pauskeuze te bespoedigen. Dit was noodzakelijk doordat de verkiezingen in een impasse waren beland en de kardinalen niet tot overeenstemming konden komen. De uiteindelijke keuzes van de pausen waren opvallend: Urbanus IV en Gregorius X waren beiden geen kardinaal en Clemens IV was tijdens de verkiezing niet aanwezig, omdat hij zich op dat moment op een diplomatieke missie in Engeland bevond.

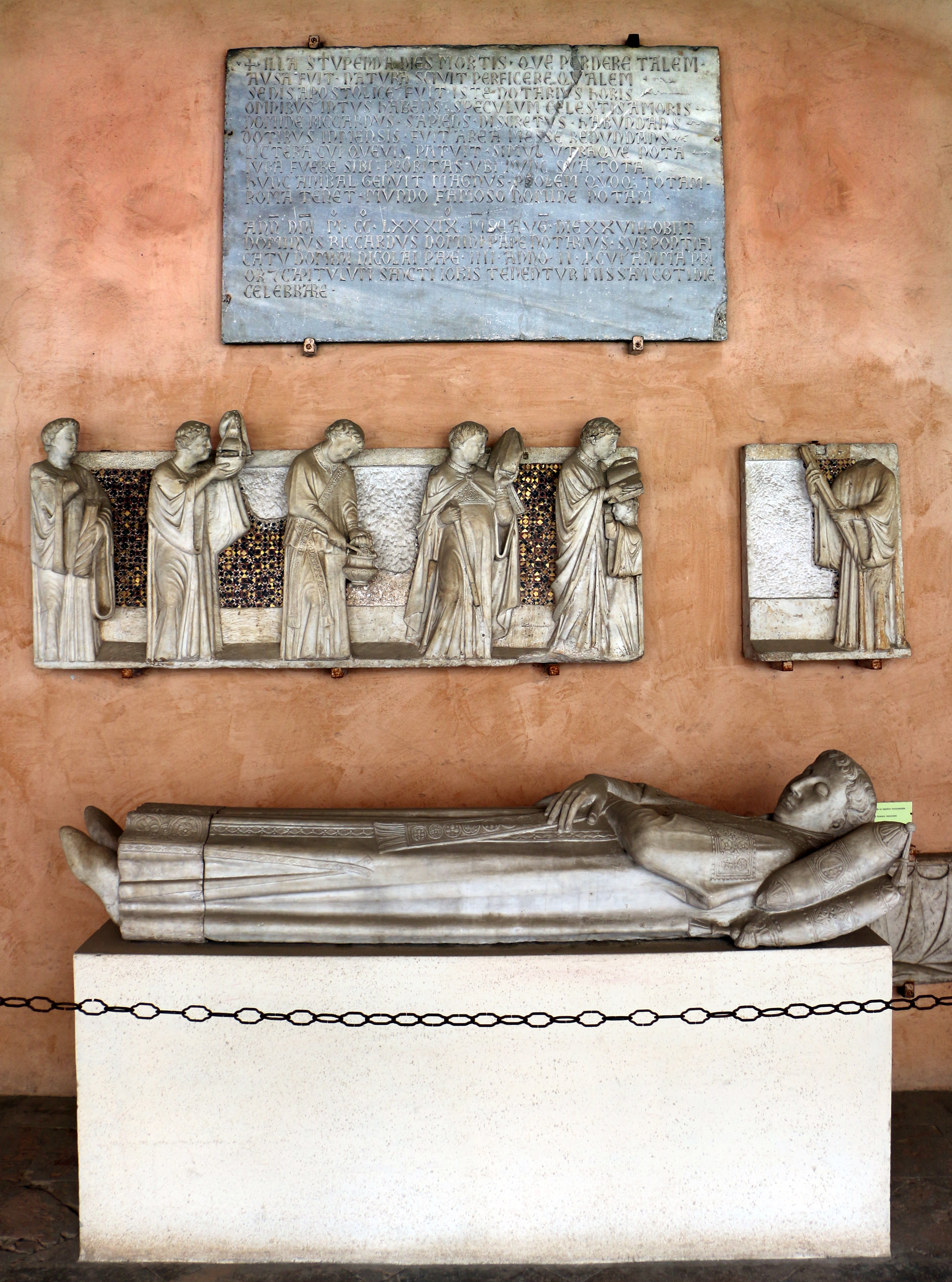
Grafmonument Riccardo Annibaldi

Vanaf 1254 was Riccardo kardinaal-protodiaken, de langstzittende kardinaal-diaken. In hetzelfde jaar werd hij ook aangesteld als aartspriester van de Sint-Pietersbasiliek. 
Riccardo was de eerste kardinaalprotector –beschermheer- van de Orde van de Kluizenaars van Sint Augustinus. Deze orde was in 1256 door paus Alexander IV erkend, wat bevestigd was in de bul Licet ecclesiae catholicae. Riccardo’s benoeming werd bevestigd in de bul Inter alias sollicitudines van 29 maart 1257.
De derde pausverkiezing van 1276 liep voor de kardinaal slecht af; tijdens het conclaaf, op 4 september, kwam hij te overlijden. Riccardo Annibaldi werd begraven in de Sint-Jan van Lateranen basiliek in Rome. Zijn grafmonument werd vervaardigd door Arnolfo di Cambio.
- Gemeinsame Normdatei: 142530905
- Library of Congress Control Number: no2017147166
- Virtual International Authority File: 125099437
- WorldCat: E39PBJjXdGPRQMbgwjjhKydxXd